# أنطونيو كارلوس سوزا دا سيلفا جونيور
أنطونيو كارلوس سوزا دا سيلفا جونيور هو لاعب كرة قدم برازيلي في مركز الدفاع، ولد في 17 سبتمبر 1994 في بيلو هوريزونتي في البرازيل. لعب مع نادي كروزيرو ونادي ماريتيمو.

## وصلات خارجية
- أنطونيو كارلوس سوزا دا سيلفا جونيور على موقع قاعدة بيانات كرة القدم.إي يو (الإنجليزية)
- أنطونيو كارلوس سوزا دا سيلفا جونيور على موقع Soccerway.com (الإنجليزية)
- أنطونيو كارلوس سوزا دا سيلفا جونيور على موقع عالم كرة القدم.نت (الإنجليزية)
- أنطونيو كارلوس سوزا دا سيلفا جونيور على موقع AS.com (الإسبانية)